# Sirenas (álbum)
Sirenas es el tercer álbum de estudio de la banda mexicana División Minúscula, publicado el 18 de agosto de 2008. La producción del disco estuvo a cargo de Robert Carranza, un ingeniero y mezclador quien ha ganado cuatro veces el premio Grammy y ha trabajado para diversas bandas, entre ellas, Molotov, Los Fabulosos Cadillacs, Marilyn Manson, entre otras. Las grabaciones de Sirenas se realizaron en los estudios Brushfire, en Los Ángeles, Estados Unidos.
Consta de 11 pistas musicales y tres sencillos: «Las Luces de Esta Ciudad», «Tan fuerte, tan frágil» y «Control», esta última, con gran aceptación en las principales listas radiales de México. Sirenas alcanzó la duodécima posición en la lista de éxitos de México durante 7 semanas consecutivas.
En Sirenas el estilo musical de la agrupación experimenta un cambio en la mayoría de sus canciones, en gran parte, por las influencias del rock clásico y el country rock. El disco fue promocionado por toda América Latina y, según Alejandro Luque, miembro y bajista principal de la banda, el nombre deriva de la Sirena, una criatura marina mitológica «que hacía que los marineros perdieran los estribos de una forma romántica y a la vez trágica», también de las sirenas o sistemas de alarmas ya que estás advierten sobre un suceso.
Era la primera vez que la banda trabaja en la producción de un álbum de estudio. En un principio el grupo se mostró nervioso por la calidad y cantidad de canciones, sin embargo, viajaron a Los Ángeles y se reunieron con Carranza para trabajar en las grabaciones y en todo lo referente al álbum. Las letras de las canciones poseen una lírica romántica y poética, mientras que el sonido es pesado y sublime.

## Lista de canciones
1. «Control»
2. «Negligencia (El último linaje de hombres lobo)»
3. «Tan fuerte, tan frágil...»
4. «Las luces de esta ciudad»
5. «Muriendo en un simulacro»
6. «Préstame tu piel»
7. «Maquillaje (De la forma más romántica)»
8. «Nuestro crimen»
9. «Millón»
10. «Año nuevo»
11. «La última y me voy...»

## Miembros y créditos
Todas las canciones compuestas por los miembros originales de la banda.
- Javier Blake - voz, guitarra líder, guitarra rítmica,
- Ricardo Montfort teclados, piano, sintetizadores
- Alex Luque - bajo, coros
- Kiko Blake - batería, percusión
- Robert Carranza - Productor, mezclas